# Rio Uruçuí Prêto
Rio Uruçuí Prêto är ett vattendrag i Brasilien.   Det ligger i delstaten Piauí, i den östra delen av landet, 1 000 km norr om huvudstaden Brasília.
Omgivningarna runt Rio Uruçuí Prêto är huvudsakligen savann. Runt Rio Uruçuí Prêto är det mycket glesbefolkat, med 2 invånare per kvadratkilometer.